# گلندا، خرگوش پلان ۹

گلندا، خرگوش پلان ۹

گلندا (به انگلیسی: Glenda) شگون‌نمای سیستم‌عامل توزیع‌شده پلان ۹ از آزمایشگاه‌های بل است. گلندا توسط رنه فرنچ رسم شده است و سه نسخه از آن در دسترس است. یکی با پس‌زمینه سفید، دیگری با پس‌زمینه مشکی، و آخرین نسخه پرتره‌ای از گلندا را نشان می‌دهد که کلاه فضانوردی دارد. این طراحی‌ها تحت پروانه همگانی لوسنت هستند که یک پروانه نرم‌افزار آزاد است. این تصاویر از نسخه ترسیم شده توسط رنه اسکن می‌شوند.
از آنجایی که سیستم‌عامل پلان ۹ از روی فیلمی از اد وود به نام طرح شماره ۹ بیرون از فضا نام‌گذاری شده است، احتمالاً گلندا هم از روی دیگر فیلم این کارگردان به نام گلن یا گلندا نامگذاری شده است.